# Râle noirâtre
Pardirallus nigricans
Espèce
Synonymes
- Rallus nigricans Vieillot, 1819
- Ortygonax nigricans (Vieillot, 1819)

Statut de conservation UICN

 LC  : Préoccupation mineure
Le Râle noirâtre (Pardirallus nigricans) est une espèce d'oiseaux de la famille des Rallidae.

## Répartition et habitat
Il fréquente surtout les zones humides, marécageuses et de rizières, généralement jusqu'à 2 200 m d'altitude.

## Sous-espèces
- P. n. caucae (Conover, 1949) — vallée du Cauca (Colombie) ;
- P. n. nigricans (Vieillot, 1819) — Amazonie occidentale ; Cerrado méridional et forêt atlantique.